# جيروم غيلبرت
جيروم غيلبرت هو دراج بلجيكي، ولد في 22 يناير 1984 في فيرفييتوا في بلجيكا.

## وصلات خارجية
- جيروم غيلبرت على موقع الاتحاد الدولي للدراجات (الإنجليزية)
- جيروم غيلبرت على موقع أرشيف الدراجات (الإنجليزية)
- جيروم غيلبرت على موقع إحصائيات الدراجات الإحترافية (الإنجليزية)
- جيروم غيلبرت على موقع نسبة الدراجات (الإنجليزية)
- جيروم غيلبرت على موقع MTB Data (الإنجليزية)